# الجدول الزمني لمسقط

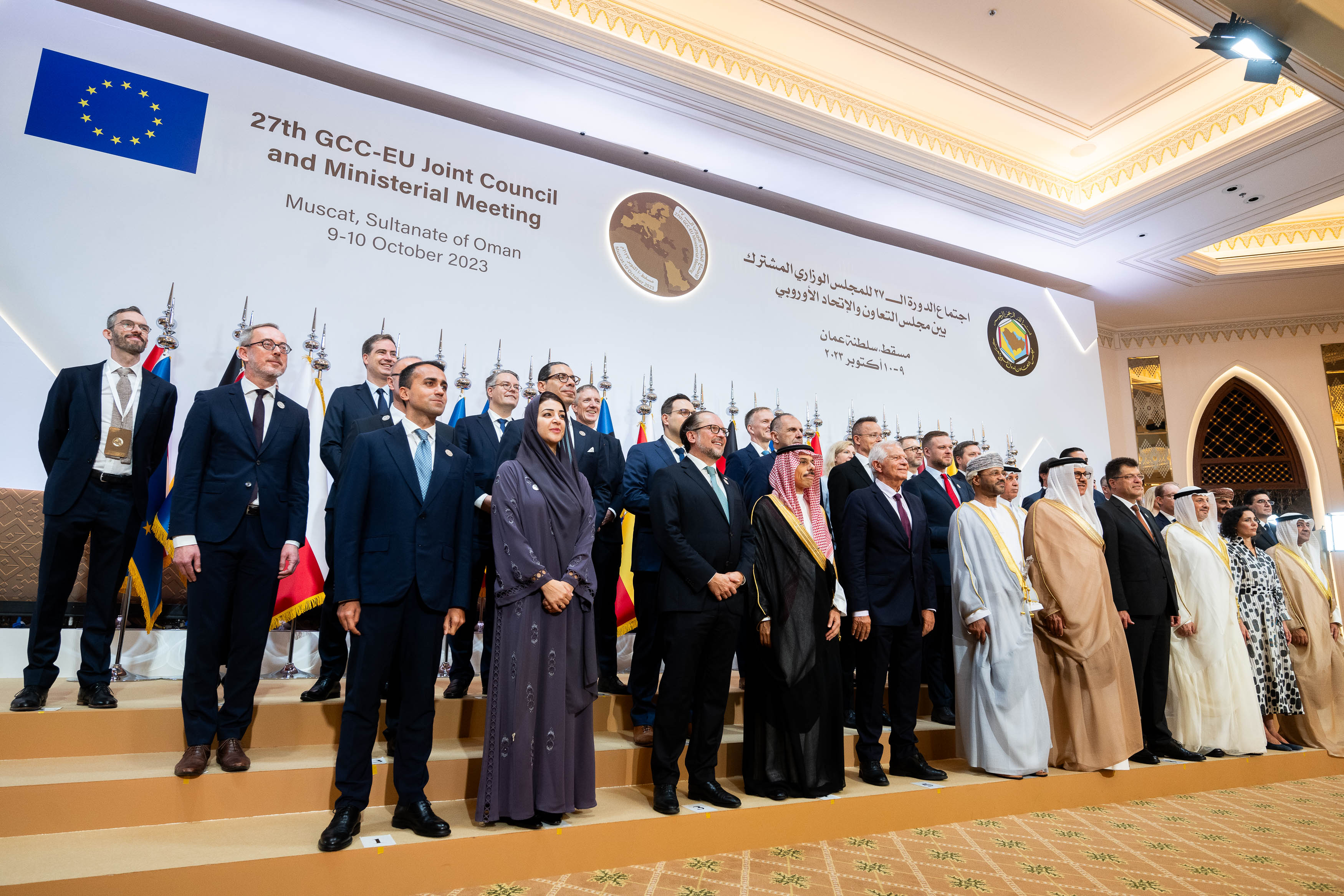
الاجتماع الوزاري بين الاتحاد الأوروبي ومجلس التعاون الخليجي في مسقط

الجدول الزمني لمسقط فيما يلي الجدول الزمني لمدينة مسقط، عُمان.

## قبل القرن العشرين
- 550 قبل الميلاد: السيطرة الأخمينية على المنطقة (تقدير تقريبي).[4]
- القرن 1 م: هجرة القبائل العربية من اليمن إلى عمان.
- القرن 3 م: القبائل العربية تطرد الساسانيين.[5]
- 633 م: بداية الأسلمة في المنطقة.
- 696 م: هزيمة الجيش الأموي الذي كان يحاول السيطرة على مسقط.
- 865 م: فيضانات تدمر جزءًا من المدينة
- 1507: السيطرة البرتغالية على المدينة بقيادة أفونسو دي البوكيرك.
- 1522: انتفاضة ضد الحكم البرتغالي.
- 1552: القوات العثمانية بقيادة بيري ريس تستولي على المدينة لفترة وجيزة.
- 1586-1588: بناء حصن الجلالي وحصن الميراني.
- 1640: قوات ناصر بن مرشد تهاجم المدينة.[6]
- 1650: الإطاحة بالبرتغاليين وسيطرة قوات السلطان بن سيف.
- 1670: تأسيس مصنع شركة الهند الشرقية الهولندية.
- 1792: نقل العاصمة من الرستاق إلى مسقط في عهد الملك حمد بن سعيد.

## القرن العشرين
- 1928: تأسيس مدرسة السعيدية.[7]
- 1932: تولي سعيد بن تيمور السلطة.
- 1967: تأسيس مقر شركة تنمية النفط في عمان.[8]
- 1970: قابوس بن سعيد آل سعيد يصبح السلطان.
- 1972: اندماج مطرح ومسقط لتشكيل بلدية مسقط.
- 1981: تأسيس صحيفة عمان ديلي أوبزرفر.
- 1988: تأسيس سوق مسقط للأوراق المالية.
- 1990: تأسيس متحف الأطفال العماني.[9]

## القرن الحادي والعشرين
- 2001: بناء مسجد السلطان قابوس الكبير وافتتاح متحف بوابة مسقط.[10]
- 2011: افتتاح دار الأوبرا الملكية في مسقط.
- 2020: هيثم بن طارق السعيد يصبح السلطان خلفًا لقابوس بن سعيد.[11]